# Daewoo Lanos
A Daewoo Lanos egy alsó középkategóriás autó, melyet a dél-koreai Daewoo Motor gyártott 1997 és 2002 között. Néhány országban azonban még mindig gyártják a különböző licencszerződések értelmében. A modell Daewoo Sens, ZAZ Sens, ZAZ Lanos, Doninvest Assol, ZAZ Chance, FSO Lanos és Chevrolet Lanos neveken is ismert a különböző piacokon.

## Története

### Tervezés
Az autó formatervét Giorgetto Giugiaro tervezte, eleinte három karosszériaváltozat volt elérhető: három- és ötajtós ferde hátú, valamint négyajtós szedán. 2006-ban ezek mellett megjelent egy a Zaporizzsjai Autógyár által tervezett kétajtós kisáruszállító variáns is. A Daewoo Lanos a Racer alapjaira építkező Daewoo Nexiát váltotta, visszavonultatásakor pedig a Kalos lépett a helyébe.

### Fejlesztés

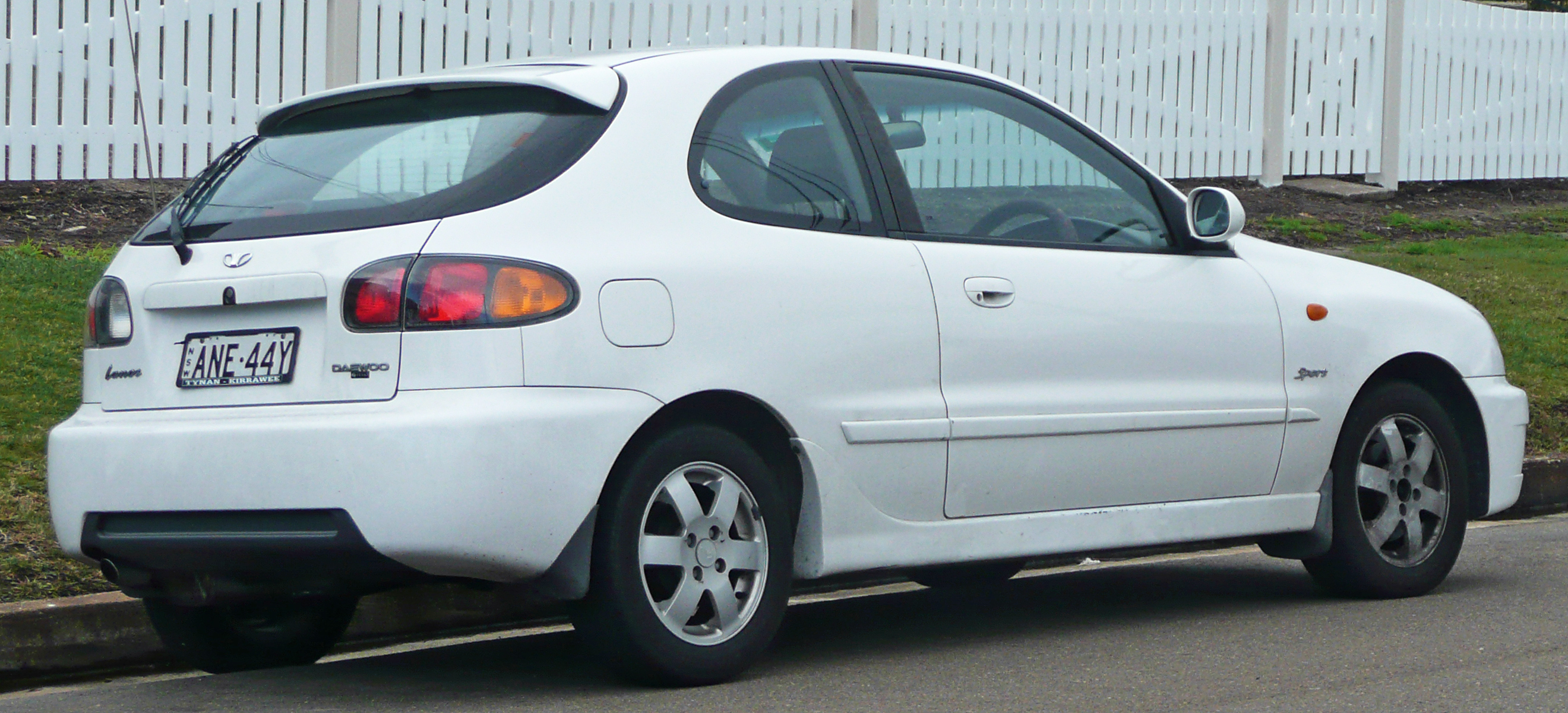
Daewoo Lanos (T150) Sport 3 ajtós ferdehátú (Ausztrália)

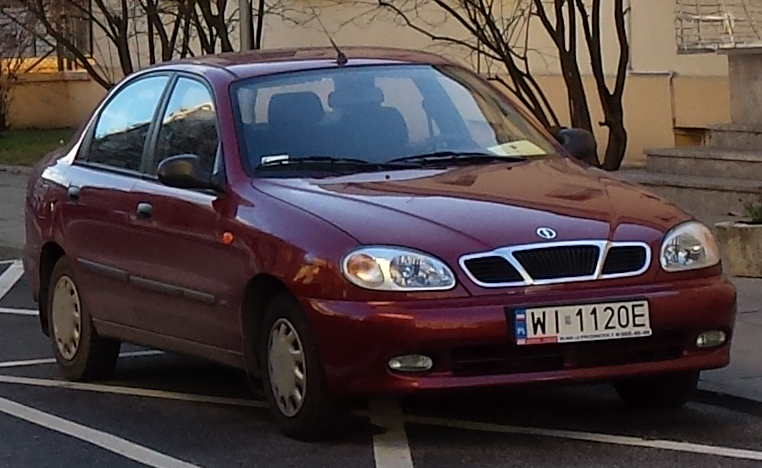
FSO Lanos

A Daewoo Motor 1992-ben megszüntette együttműködését a General Motorsszal és úgy döntött, hogy saját tervezésű modellekkel váltja le korábbi, a GM autóin alapuló járműveit. A Lanos tervezési folyamata már 1993-ban megindult azzal a céllal, hogy leváltsa a Daewoo Racert, majd az azt követő Nexiát, mint a gyár kis családi autóját.
A projekt egy alapos összehasonlító tanulmánnyal indult, mely során a Daewoo 20 különböző gyártó hasonló kategóriájú járműveit vizsgálata meg, különös tekintettel a Toyota Tercelre, az Opel Astrára és a Volkswagen Golfra. Négy különböző dizájnstúdiót kértek fel különböző külső és belső formatervek elkészítésére, melyek közül végül Giorgetto Giugiaro munkája nyerte el a gyár tetszését. Ami a műszaki megoldásokat és a különböző berendezéseket illeti, a Daewoo Motor dél-koreai központja is végzett fejlesztéseket, de sok alkatrészt külső beszállítóktól rendeltek. Az AC Rochester bizonyos motoralkatrészeket, a Delco Electronics a fékeket – beleértve az ABS-t is, a GM Powertrain az automata sebességváltók egy részét, a PARS Passive pedig a légzsákokat szállította.
1995 végére 150 prototípus készült el, melyek között mindhárom karosszériaváltozat megtalálható volt. A fejlesztési projekt részét képezték a széles körű, különböző helyszínen végzett tesztelések is. Az autó nagy sebességű stabilitását és a szerkezetek tartósságát Angliában, a fékeket Ausztriában a Großglockneren végezték. Emellett megvizsgálták a kocsi viselkedését rendkívül alacsony és magas hőmérsékleten is. Előbbi teszteket Kanadában, Oroszországban és Svédországban, utóbbiakat az Amerikai Egyesült Államok déli részén, Ománban, Ausztráliában, Spanyolországban és Olaszországban. A program lezárulta után nagyon hamar, 30 hónap múlva megkapta a sorozatgyártási engedélyt a Lanos dél-koreai piacra szánt szedán változata. Az európai országokba szánt változatok gyártása néhány hónappal később kezdődött meg.

### Gyártás és értékesítés
Dél-Koreán kívül a Lanost Lengyelországban, Ukrajnában, Oroszországban, Egyiptomban és Vietnámban gyártották. Eleinte Dél-Koreából érkező alkatrészcsomagokból szerelték össze az autókat, később azonban a legtöbb ország átvette a gyártás nagy részét.

#### Európa
2002-től a ZAZ a Melitopoli Motorgyárban készült MeMZ-307-es motorokkal is szerelt egyes darabokat, melyek Daewoo Sens néven kerültek értékesítésre. 2004 decemberétől a ZAZ a karosszériagyártást is a saját kezébe vette, néhány apró változtatást eszközölve és új fényezéseket bevezetve. 2009 márciusában megjelent egy felfrissített külsejű változat, mely a ZAZ Lanos (T150-es modellkód) nevet kapta. Továbbra is érkeztek motorok a GM Daewoo-tól, de a kínai Chery által fejlesztett erőforrások is kerültek bele.
Lengyelországban a Fabryka Samochodów Osobowych (FSO) 1998-ban kezdte meg a Lanosok összeszerelését. Miután a General Motors felvásárolta a Daewoo Motort, a Lengyelországban készült darabok FSO márkanév alatt kerültek a piacokra. A gyártás 2008-ban fejeződött be.

#### Egyiptom
A Daewoo Motor egyiptomi üzemében 1998 végén indult el a gyártás. Négy-, illetve ötajtós modellek készültek ott, 1,5 literes SOHC motorral. Csak a négyajtós szedánt hívták Lanosnak az egyiptomi piacon, az ötajtós ferde hátú a Juliet nevet kapta. A szedán kétfajta felszereltséggel volt kapható: a klímát, szervokormányt és kazettás magnót tartalmazó SX-szel, valamint a mindezek mellé automata sebességváltót kínáló S-sel. A Juliethez csak manuális sebességváltó volt rendelhető.
2000 vége felé megjelent egy megújult kinézetű változat, Lanos II néven. Röviddel ezután az automata sebességváltó teljesen kikerült a kínálatból. 2000 és 2001 között a szedán változatból készült egy meglehetősen puritán kivitel is, melyből minden extra felszerelést kihagytak a kazettás magnón kívül. Ezt az egyiptomi védelmi minisztérium árulta a hadsereg tisztjeinek, a kocsi valós árához képest meglehetősen olcsón. Az egyiptomi gyártás 2012-ben ért véget.

## Motorok
A Lanosokba a legtöbb országban 1,5 literes, 86 lóerős egy vezérműtengelyes, soros négyhengeres, illetve dupla vezérműtengelyes, 1,6 literes, 106 lóerős E-TEC motor került. Ezek mellett néhány országban, köztük Magyarországon is elérhető volt egy 1,4 literes, 75 lóerős erőforrás is. A kocsi felfüggesztése az előd Daewoo Nexia alapjaira épült.
A műszaki jellemzőket tekintve a legtöbb Lanos hasonlóképp épült fel, egyedül az 1,6 literes, dupla vezérműtengelyes motorral készült változat tért el némiképp a többitől. Ebbe 256 mm-es első féktárcsa és 26 mm-es főfékhenger került a hagyományos 236 mm-es tárcsák és 20 mm-es főfékhenger helyett. Emellett a motor nagyobb súlya miatt az első felfüggesztés is merevebbre volt hangolva, továbbá a sebességváltó áttételei is valamivel hosszabbak voltak.

## Felszereltségi szintek
- Az S jelű volt az alapmodell. Ebből többek között a CD-lejátszó, az elektromos ablakemelő és a légkondicionáló is hiányzott.
- Az SE felszereltség mindössze egy kis előrelépést jelentett az S-hez képest. Ebben a modellben viszont már az első ablakok elektromosan működtek. Ebben már volt szervokormány is.
- Az SE Plus felszereltségben már volt rádió, kazetta és CD-lejátszó, légkondicionáló, hátsó elektromos ablakok, elektromos tükrök és ködfényszóró is.
- Az SX modellek mindössze annyiban tértek el az SE Plus-tól, hogy ezeknek kis százalékába napfénytető, központi zár, ABS és oldallégzsák is került.

A gyártás utolsó két évére (2001–2002) az SE Plus és az SX csomagok kikerültek a kínálatból, és a SPORT jött a helyükre. Ez hasonló felszereléseket kínált, mint az SX modellek, de ezen kívül rendelhető volt vörös-fekete bőrkárpittal, valamint az elektromos ablakainak vezérlőgombjai a középkonzolról átkerültek az ajtókra.

## Biztonság

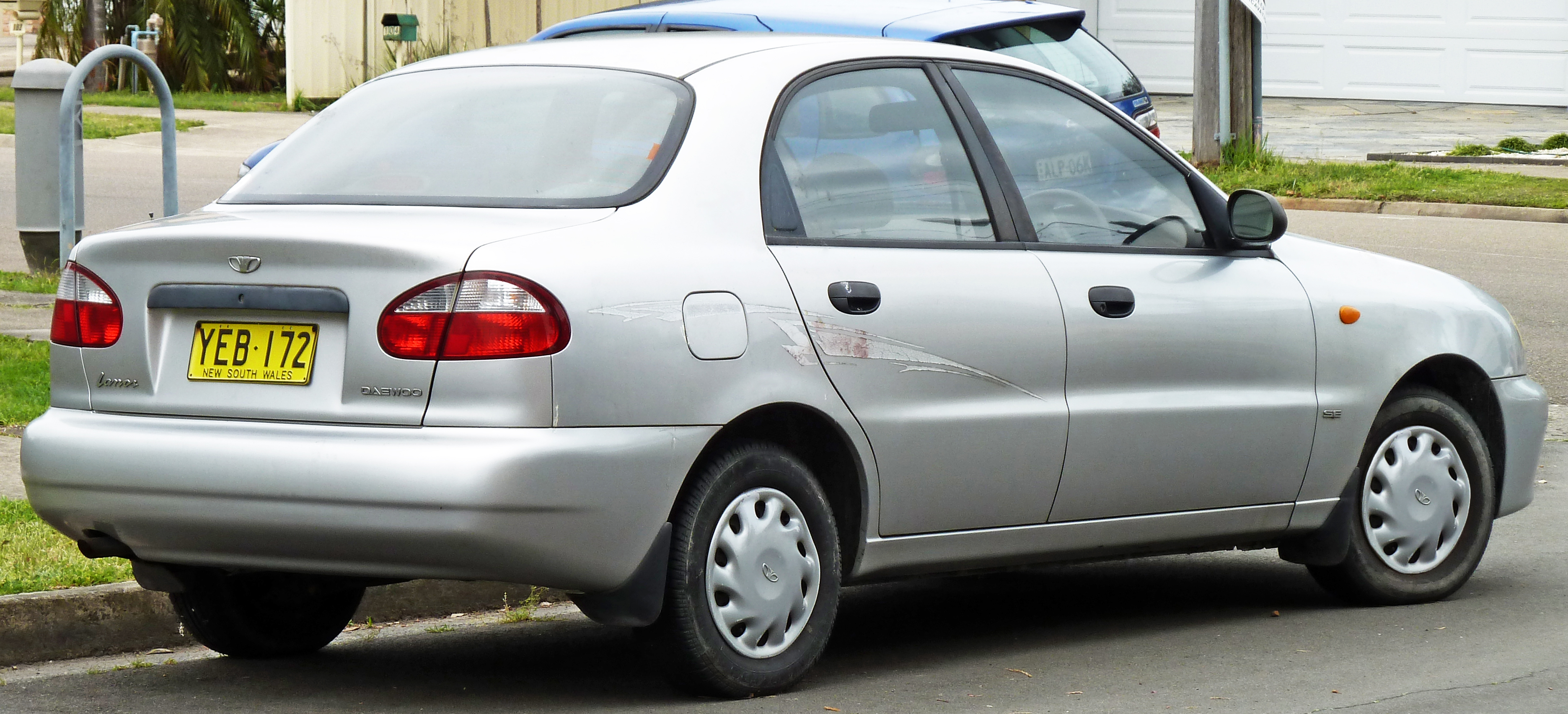
Daewoo Lanos Ausztráliában

### Euro NCAP
A kocsi a következő eredményeket érte el az Euro NCAP 1998-as tesztjein:
- Felnőttutas-védelem:
- Gyalogosvédelem:

### ANCAP
Az autón 2006-ban végezték el az Ausztrál használatautókra vonatkozó törésteszteket, ahol az átlag alatt teljesített az utasok védelmét tekintve.

## Fordítás
Ez a szócikk részben vagy egészben  a   Daewoo Lanos című angol Wikipédia-szócikk fordításán alapul.  Az eredeti cikk szerkesztőit annak laptörténete sorolja fel. Ez a jelzés csupán a megfogalmazás eredetét és a szerzői jogokat jelzi, nem szolgál a cikkben szereplő információk forrásmegjelöléseként.